# Phoebe cooperiana
Phoebe cooperiana är en lagerväxtart som beskrevs av P. C. Kanj. & Das. Phoebe cooperiana ingår i släktet Phoebe och familjen lagerväxter. Inga underarter finns listade i Catalogue of Life.